# Limenitis moltrechti
Limenitis moltrechti är en fjärilsart som beskrevs av Kardakoff 1928. Limenitis moltrechti ingår i släktet Limenitis och familjen praktfjärilar. Inga underarter finns listade i Catalogue of Life.